# Liste der Straßen in Essen-Frillendorf
Die Liste der Straßen in Essen-Frillendorf beschreibt das Straßensystem im Essener Stadtteil Frillendorf mit den entsprechenden historischen Bezügen.

## Einführung und Überblick
In Essen-Frillendorf leben heute 5739 Einwohner (30. September 2022) auf einer Fläche von 2,32 Quadratkilometern. Der Stadtteil gehört zu den Postleitzahlenbezirken 45139 und 45141.
Die Stadtteilgrenze von Frillendorf wird von Norden her im Uhrzeigersinn wie folgt gebildet:
 Sie folgt dort der Bahnstrecke Essen–Gelsenkirchen, der Ernestinen- und der Langemarckstraße. Von dieser führt sie als Westgrenze in südlicher Richtung über Land zur Kreuzung Hubertstraße/Schönscheidtstraße, südlich des Gewerbegebiets Hubert, Bundesautobahn 40 und die Straße Am Zehnthof querend weiter nach Süden zur Bahnstrecke Dortmund-Duisburg, die im weiteren Verlauf Richtung Osten die Südgrenze bildet. Nachdem diese Bahnstrecke die Autobahn kreuzt, führt die Stadtteilgrenze nach Norden zur Unterführung der Bahnstrecke Essen–Gelsenkirchen durch die Frillendorfer Straße und weiter die Elisabethstraße querend zur Ernestinen- und Langemarckstraße.
In Frillendorf gibt es 43 benannte Verkehrsflächen, darunter zwei Plätze.
 Davon befinden sich die Straßen Am Zehnthof, Ernestinenstraße, Franz-Fischer-Weg, Frillendorfer Straße, Hubertstraße, Langemarckstraße und Manderscheidtstraße nur teilweise im Stadtteil.
Durch den Stadtteil Frillendorf verlaufen
- die Bundesautobahn ,
- die Landesstraße L 20 vom Südostviertel auf der Frillendorfer- und der Ernestinenstraße nach Stoppenberg und
- die Landesstraße L 191 auf der Straße Am Zehnthof weiter nach Kray.

## Liste der Straßen
Die nachfolgende Tabelle gibt eine Übersicht über die Straßen und Wege im Stadtteil mit entsprechenden Informationen.
- Name: aktuelle Bezeichnung der Straße oder des Platzes.
- Länge/Maße in Metern:
 Die in der Übersicht enthaltenen Längenangaben sind gerundete Übersichtswerte, die in Google Earth mit dem dortigen Maßstab ermittelt wurden. Sie dienen Vergleichszwecken und werden, sofern amtliche Werte bekannt sind, ausgetauscht und gesondert gekennzeichnet.
 Bei Plätzen sind die Maße in der Form a × b angegeben.
 Der Zusatz (im Stadtteil) gibt an, dass die Länge die des Straßenabschnitts innerhalb von Huttrop ist, da die Straße in benachbarte Stadtteile weitergeführt wird.
 Der Zusatz (ohne Stichstraßen) gibt bei verzweigten Straßen die Länge der Hauptstraße an.
- Herleitung: Ursprung oder Bezug des Namens
- Datum der Benennung: amtliche Erstbenennung
- Anmerkungen: zusätzliche Informationen
- Bild: Foto der Straße oder eines anliegenden Objekts

| Name                 | Länge/Maße (in Metern)                 | Herleitung                                       | Datum der Benennung | Bemerkungen | Bild                                               |
| -------------------- | -------------------------------------- | ------------------------------------------------ | ------------------- | --- | -------------------------------------------------- |
| Achthausen           | 80                                     | Anlehnung an die Bebauung                        | 20. Nov. 1937       | Hier wurden in den 1930er Jahren von der Gagfah acht Doppelwohnhäuser errichtet. Die Straße Achthausen ist eine östliche Stichstraße des Heimstättenwegs und für Fußgänger über eine Treppe mit der Ernestinenstraße verbunden. |                                                    |
| Am Schacht Hubert    | 460                                    | Schachtanlage, Bergbau                           | 12. Juni 1984       | Der Schacht Hubert der Zeche Königin Elisabeth wurde ab 1895 zwischen Schacht Friedrich Joachim und Schacht Wilhelm angelegt. Daneben folgte 1909 Schacht Hubert 2. 1960 wurden die letzten bergbaulichen Tätigkeiten in diesem Bereich eingestellt. Einst gehörte die Stichstraße Am Schacht Hubert, die südlich der Hubertstraße abzweigt, zur Hubertstraße. Zur einfacheren Erreichbarkeit und Auffindbarkeit der ansässigen Unternehmen erhielt die Stichstraße 1984 ihren eigenen Namen. Seit 2020 ist die Straße ein Teil der nach Osten verlegten Autobahnanschlussstelle Essen-Frillendorf. Sie führt auf die nach Westen führende Fahrbahn der Autobahn 40 und ist keine Stichstraße mehr. | Am Schacht Hubert                                  |
| Am Zehnthof          | 130 (im Stadtteil)                     | Oberhof Eickenscheidt                            | 8. Mai 1933         | Die Benennung erfolgte in Anlehnung an den Oberhof Eickenscheid, der 860 erstmals urkundlich erwähnt wird. 1332 ist im Kettenbuch vermerkt, dass 136 Unterhöfe dazu gehörten, die nicht zum Stift Essen, sondern weiter nach Westfalen hinein reichten. Der zuletzt 119 Morgen große Hof wurde 1927 von einer Interessengemeinschaft, bestehend aus der Gemeinde Kray und dem Allbau, von den Erben Eickenscheidt erworben. Auf Frillendorfer Flur hieß die Straße zuvor Wisthoffstraße. Sie führt heute als östliche Verlängerung der Frillendorfer Straße, und damit als Teil der Landesstraße L 191, weiter nach Kray. |                                                    |
| Auf dem Bretzberg    | 230                                    | Braunsberg, Flurname                             | 30. Nov. 1920       | Bretzberg ist die entstellte Form der Flur Braunsberg, vermutlich entstanden durch Lesefehler und Verwechslungen der späteren Kanzleischrift. In der Landmatrikel von 1668 ist erwähnt, dass Johaqn ther Baven zwei Morgen Feldland auf dem Braunßberg hat. Die Straße Auf dem Bretzberg verbindet die Straße Brandhövel mit der Ernestinenstraße. |                                                    |
| Auf der Bredde       | 100                                    | Bredde, Flurname                                 | 1. Aug. 1921        | In der Landmatrikel von 1668 ist Effert Demelsbergh als Besitzer von sieben Morgen Land rechts dem Kamp auf der Bredde genannt. Die Straße Auf der Bredde ist eine nördliche Stichstraße des Franz-Fischer-Wegs. |                                                    |
| Auf der Litten       | 630                                    | Auf der Litten, Flurname                         | 22. Mai 1946        | In der Mutterrolle von 1827 ist die Flur Auf der Litten erwähnt. Die Straße Auf der Litten, die zuvor Terbovenstraße hieß, verbindet die Straße Brandhövel mit der Elisabethstraße. | Pfarrkirche Hl. Schutzengel, Auf der Litten        |
| Auf´m Böntchen       |                                        | Bornken, Flurname                                | 20. Nov. 1937       | Böntchen ist die entstellte Form der Flur Bornken, vermutlich entstanden durch Lesefehler und Verwechslungen der späteren Kanzleischrift. In der Landmatrikel von 1668 ist Johan Brand erwähnt, der zwei sieben Morgen Feldland auf der Bornken hat. Die Straße Auf´m Böntchen, die zuvor Böndgenstraße hieß, verbindet die Frillendorfer Straße mit der Elisabethstraße und kreuzt dabei die Straße Auf der Litten. |                                                    |
| Auf´m Uhlenbroich    | 180                                    | Uhlenbroich, Flurname                            | 2. Juli 1958        | In der Landmatrikel von 1668 ist Johan Schulte Nünningh als Besitzer eines Kampes auf den Bovener Uhlenbroch schließendt erwähnt. Auch in der Mutterrolle von 1827 wird Auf´m Uhlenbroich genannt. Die Straße Auf´m Uhlenbroich ist eine südliche Stichstraße der Hubertstraße. |                                                    |
| Bielenhöhe           | 150                                    | Biele, Flurname                                  | 20. Nov. 1937       | Die Flur am Ende dieser Straße trägt den Namen Biele. Die Straße Bielenhöhe, die zuvor Eisenstraße hieß, ist eine nördliche Stichstraße der Elisabethstraße. |                                                    |
| Bornickswiese        | 120                                    | Bornickswiese, Flurname                          | 12. Nov. 1934       | In der Landmatrikel von 1668 ist Johann Brandt genannt, der in der Bornickswische ungefähr ein Viertel Morgen Land bewirtschaftete. Die Straße Bornickswiese ist eine südöstliche Stichstraße des Wisthoffwegs. Die Straße Bornickswiese ist durch einen Fuß- und Radweg nach Süden mit der Hombrucher Straße verbunden. |                                                    |
| Brandhövel           | 810                                    | Brand, Hofname                                   | 14. Nov. 1936       | Der Hof Brand gehörte ursprünglich in den Oberhof Viehof. 1532 wurde er Eigentum des Heilig-Geist-Hospitals am Kopstadtplatz in Essen. In der Landmatrikel von 1668 ist Johan Brandt als Aufsitzer des 60 Morgen großen Hofs genannt. 1795 wird der ganz Bauer Brandt und das Hospital als Eigentümer erwähnt. 1913 verunglückte der letzte Hofbesitzer Otto Brand tödlich. Der Vormund der unmündigen Kinder veräußerte den Hof in diesem Jahr an die Gemeinde Frillendorf und einen Teil der Ländereien an die Zeche Königin Elisabeth. Der Landwirt Schmidt wurde Pächter des Hofs. Die Straße Brandhövel, die zuvor Brandstraße hieß, verbindet die Huberstraße mit dem Franz-Fischer-Weg. |                                                    |
| Braunsberg           | 65                                     | Braunsberg, Flurname                             | 20. Nov. 1937       | In der Landmatrikel von 1668 ist Johan ther Boven als Besitzer einer Weiße von einem halben Morgen Land auf Braunsberg genannt. In der Mutterrolle von 1827 wird der Bronsberg erwähnt. Die Straße Braunsberg, die zuvor Teil des nördlichen Waterfohrplatzes war, zweigt südlich der Autobahnauffahrt der Bundesautobahn 40 nach Bochum ab und führt zum Waterfohrplatz, zu dem die Straße zuvor gehörte. |                                                    |
| Bückerheide          | 260                                    | Bückerheide, Flurname                            | 14. Aug. 1933       | In der Landmatrikel von 1668 ist die Flur als Lütge Bredde erwähnt, in der Mutterrolle von 1866 dann als Bückerheide. So wurde der Flurname mit der Zeit deutlich entstellt, vermutlich durch Lesefehler und Verwechslungen der späteren Kanzleischrift. Die Straße Bückerheide führt vom Waterfohrplatz nach Süden auf die Waterfohrstraße. |                                                    |
| Büringweg            | 120                                    | Büring, Flurname                                 | 21. Okt. 1938       | Erstmals taucht der Name in der Mutterrolle von 1866 auf. Wahrscheinlich wurde der einstige Flurname Lüning mit der Zeit entstellt, vermutlich durch Lesefehler und Verwechslungen der späteren Kanzleischrift. Der Büringweg stellt eine Verbindung innerhalb des Schimmelhofer Rings dar. |                                                    |
| I. Buschlandweg      | 80                                     | Buschland, Flurname                              | 21. Okt. 1938       | Vermutlich ist der Flurname im Zusammenhang mit Buschhove zu sehen. In der Landmatrikel von 1668 ist vermerkt: Die gehuchter sein verkommen und hatt bei menschen gedenken kein hauß drauff gestanden. In der Mutterrolle von 1866 wird der Bauer Ferdinand Brüning gen. Schulte-Wisthoff als Besitzer von einem Acker auf dem Buschland genannt. Der I. Buschlandweg stellt eine Verbindung innerhalb des Schimmelhofer Rings dar und verläuft westlich parallel zum II. Buschlandweg. |                                                    |
| II. Buschlandweg     | 100                                    | Buschland, Flurname                              | 21. Okt. 1938       | Vermutlich ist der Flurname im Zusammenhang mit Buschhove zu sehen. In der Landmatrikel von 1668 ist vermerkt: Die gehuchter sein verkommen und hatt bei menschen gedenken kein hauß drauff gestanden. In der Mutterrolle von 1866 wird der Bauer Ferdinand Brüning gen. Schulte-Wisthoff als Besitzer von einem Acker auf dem Buschland genannt. Der II. Buschlandweg stellt eine Verbindung innerhalb des Schimmelhofer Rings dar und verläuft östlich parallel zum I. Buschlandweg. |                                                    |
| Elisabethstraße      | 690 (ohne Stichstraßen)                | Zeche Königin Elisabeth                          | 29. Nov. 1897       | Die Elisabethstraße führt zum einstigen Schacht Wilhelm der Zeche Königin Elisabeth. Die Elisabethstraße führt von der Stadtteilgrenze zum Ostviertel in östlicher Richtung zur Ernestinenstraße. | Zeche Elisabeth, Elisabethstraße                   |
| Ernestinenstraße     | 1210 (im Stadtteil)                    | Lage an der ehemaligen Zeche Friedrich Ernestine | 29. März 1892       | Die Straße, die nach der 1871 gegründeten Zeche auf Stoppenberger Gebiet benannt wurde, führt von der Frillendorfer Straße in nördlicher Richtung zur Langemarckstraße, von wo aus sie weiter in Stoppenberg führt. Dabei ist sie Teil der Landesstraße L 20. | Wasserturm, Ernestinenstraße                       |
| Franz-Fischer-Weg    | 570 (im Stadtteil)                     | Franz Fischer, Chemiker                          | 21. Sep. 1977       | Franz Fischer (1877–1947) war Gründungsdirektor des Kaiser-Wilhelm-Instituts für Kohlenforschung in Mülheim an der Ruhr. Der Franz-Fischer-Weg war von 1897 bis 1933 Teil der Wisthoffstraße, danach Teil der einstigen Dortmunder Straße, der späteren Bundesstraße 1 und Bundesautobahn 40, und nach 1955 Teil der Frillendorfer Straße. Der Franz-Fischer-Weg führt heute von der Ernestinenstraße in östlicher Richtung und endet vor der nach Osten verlegten Autobahnanschlussstelle Frillendorf, wobei er nördlich parallel der Bundesautobahn 40 verläuft. Eine Fußgängertreppe und Rampe verbindet den Franz Fischer Weg zwischen den Straßen Auf der Bredde und Brandhövel mit der Frillendorfer Straße. |                                                    |
| Frillendorfer Höhe   | 680                                    | Lage in der Gemeinde Frillendorf                 | 1. Apr. 1947        | Die Straße Frillendorfer Höhe, die von 1934 bis 1946 Bauschenhöhe und dann kurzzeitig Schnappenkamp hieß, führt in einem östlichen Bogen von der Huckarder Straße wieder auf diese zurück. An der westlichen Einmündung der Frillendorfer Höhe auf die Huckarder Straße bot eine 1963 erbaute Fußgängerbrücke die Möglichkeit, die Bundesautobahn 40 zu überqueren. Diese inzwischen marode Brücke war seit 2019 gesperrt und wurde am 27. April 2024 abgerissen. Es gibt Planungen für einen Neubau. Im westlichen Bogen der Straße Frillendorfer Höhe führt ein Fußweg zwischen den Häusern Nr. 27 und Nr. 29 auf den innerhalb der Bebauung liegenden Spielplatz Palmstraße und weiter zur Palmstraße. Die südöstliche Kurve der Frillendorfer Höhe ist durch einen Fuß- und Radweg mit den Straßen Zehntfeld und der in Kray liegenden Wilhelm-Beckmann-Straße verbunden. |                                                    |
| Frillendorfer Platz  | 80 × 70                                | Lage in der Gemeinde Frillendorf                 | 15. Jan. 1936       | Der Frillendorfer Platz ist eine Grünfläche nahe der Anschlussstelle 26 Essen-Frillendorf zwischen der Bundesautobahn 40 und der Frillendorfer Straße. |                                                    |
| Frillendorfer Straße | 1220 (im Stadtteil)                    | Lage in der Gemeinde Frillendorf                 | 17. Jan. 1868       | Die Frillendorfer Straße wurde 1897 westlich der Einmündung der Ernestinenstraße zur Schimmelstraße und östlich dieser zur Wisthoffstraße umbenannt. 1909 erhielt die Schimmelstraße den Namen Zeppelinstraße. 1933 erhielt der Straßenzug im heutigen Verlauf den Namen Frillendorfer Straße zurück. Die Frillendorfer Straße führt aus dem Ostviertel kommend in östlicher Richtung unter der Bundesautobahn 40 hindurch und geht dann in die Straße Am Zehnthof über. Eine Fußgängertreppe und Rampe verbindet die Frillendorfer Straße direkt nördlich der Bundesautobahn 40 mit dem Franz Fischer Weg. | Kreuzung Burggrafenstraße und Frillendorfer Straße |
| Gleisdreieck         | 540                                    | Lage in einem Gleisdreieck                       | 27. Nov. 1933       | Die Straße liegt zwischen drei teils ehemaligen Eisenbahntrassen. Die Straße Gleisdreieck, die zuvor Teil der Schlägelstraße war, erschließt sich aus nördlicher Richtung von Stoppenberg her und trifft in Frillendorf auf die Straße Bielenhöhe. Allerdings ist die Querung der Bahnstrecke Essen–Gelsenkirchen nur über eine Fußgängerbrücke möglich, somit ist eine durchgehende Befahrung nicht möglich. Am Gleisdreieck liegt auch die ehemalige Sportanlage Kumpelweg, die bis zur Saison 1983 unter anderem vom Sportverein ESV Frillendorf genutzt wurde. |                                                    |
| Heimstättenweg       | 320                                    | Heimstätte, Industrie und Wirtschaft             | 20. Nov. 1937       | Das 1918 von Angestelltenverbänden gegründete Immobilienunternehmen Gagfah errichtete in dieser Straße Einfamilienhäuser und machte sich zum Vorreiter des Heimstättengedankens. Zum Grundgedanken gehörten Eigenheime für Angestellte mit anschließendem Gartenland. Der Heimstättenweg verbindet die Straße Auf der Litten mit der Frillendorfer Straße. Nördlich der Hausnummer 10 befindet sich ein Spielplatz, der auch den Heimstättenweg mit der Ernestinenstraße für Fußgänger und Radfahrer verbindet. |                                                    |
| Hombrucher Straße    | 300                                    | Hombruch, Stadtteil von Dortmund                 | 17. Nov. 1963       | Die Hombrucher Straße war zuvor die Ortsfahrbahn der Dortmunder Straße (später Bundesautobahn 40). Sie führt vom Frillendorfer Platz nördlich parallel der A 40 in westlicher Richtung auf den Wisthoffweg. Die Hombrucher Straße ist durch einen Fuß- und Radweg nach Norden mit der Straße Bornickswiese verbunden. Am westlichen Ende der Hombrucher Straße bietet eine Fußgängerbrücke die Möglichkeit, die Autobahn zu überqueren. Die Fußgängerbrücke ist am 27.4.2024 abgerissen worden. Somit bietet nur noch die Unterführung der Frillendorfer Straße die Möglichkeit die BAB 40 in Frillendorf zu queren. Ob und wie ein Neubau geplant ist, ist noch unklar. |                                                    |
| Hubertstraße         | 1270 (im Stadtteil)                    | Schachtanlage Hubert der Zeche Königin Elisabeth | 1. März 1901        | Hubert war der Vorname des aus Düsseldorf stammenden Gewerken und Bankiers Rommel (1830–1907). Die 1897 in Betrieb gegangene und nach ihm benannte Schachtanlage Hubert war die dritte der Zeche Königin Elisabeth. Die von der Ernestinenstraße nach Osten verlaufende, 1901 in Frillendorf so benannte Hubertstraße, hieß zuvor Essener Straße. Am 15. Januar 1936 wurde der Name Hubertstraße auch für den in Kray weiterführenden Straßenabschnitt übernommen. |                                                    |
| Huckarder Straße     | 575                                    | Huckarde, Stadtteil von Dortmund                 | 17. Dez. 1963       | Die Huckarder Straße war zuvor Teil der Dortmunder Straße (später Bundesautobahn 40). Sie führt vom Waterfohrplatz südlich parallel der A 40 in westlicher Richtung auf die Straße Frillendorfer Höhe. An der westlichen Einmündung der Frillendorfer Höhe auf die Huckarder Straße bietet eine Fußgängerbrücke die Möglichkeit, die Autobahn zu überqueren. Die Fußgängerbrücke ist am 27.4.2024 abgerissen worden. Somit bietet nur noch die Unterführung der Frillendorfer Straße die Möglichkeit die BAB 40 in Frillendorf zu queren. Ob und wie ein Neubau geplant ist, ist noch unklar. |                                                    |
| Hufeisen             | 200                                    | Straßenform                                      | 14. Mai 1914        | Die Straße Hufeisen wurde aufgrund der Anlage der Straße durch die Baugenossenschaft Eigene Tat so benannt. Die Straße Hufeisen führt in einem östlichen Bogen von der Straße Auf´m Böntchen wieder auf diese zurück. |                                                    |
| Huthstraße           | 90                                     | Wilhelm Huth, Pfarrer                            | 18. Feb. 1959       | Wilhelm Huth wurde am 5. Juli 1886 in Friesdorf (Bonn) geboren. Er war seit dem 31. Oktober 1920 erster Pfarrer der benachbarten katholischen Pfarrkirche Hl. Schutzengel. Große Verdienste erwarb er sich um den Bau der Kirche und Siedlungshäusern. Er starb am 31. Dezember 1931 in Oberhausen. Die Huthstraße ist eine westliche Stichstraße der Straße Brandhövel. |                                                    |
| Landsberghof         | 250                                    | Landsberg, Hofname                               | 12. Nov. 1934       | Zu Beginn des 15. Jahrhunderts war Hinrich von Landsberg Grundherr des Waterfohrhofs. 1423 verkaufte er die Watertor bei Eickenscheidt an Didrich Kelzere (Kelser). Die Straße Landsberghof führt vom Waterfohrplatz in westlicher Richtung, quert die Straße Frillendorfer Höhe und endet dann als Sackgasse, von der der aus ein Fuß- und Radweg nach Norden die Straße Landsberghof mit der Huckarder Straße verbindet. |                                                    |
| Langemarckstraße     | 920 (im Stadtteil)                     | Kriegserinnerung an Langemarck                   | 8. Mai 1933         | Langemarck war ein im Ersten Weltkrieg hart umkämpfter Ort in der belgischen Provinz Westflandern. Die Langemarckstraße, die in Frillendorf zuvor Schonnebecker Straße hieß, führt von der Ernestinenstraße als Grenze zu Stoppenberg in westlicher Richtung weiter nach Schonnebeck. |                                                    |
| Lüningshove          | 130                                    | Lüningshove, Flur- und Hofname                   | 20. Mai 1964        | In der Landmatrikel von 1668 ist erwähnt, dass Johan ther Boven die Lüningshove unter hatte, was bedeutet, dass das Hofgebäude nicht mehr bestand und die Ländereien von ther Boven mitbewirtschaftet wurden. Die Straße Lüningshove verbindet die Straße Schimmelsfeld mit dem Schimmelhofer Ring. |                                                    |
| Lunerkamp            | 270                                    | Lunerkamp, Flurname                              | 15. März 1950       | Die Straße Lunerkamp, die zuvor Landwehr hieß, führt in einem nördlichen Bogen von der Straße Am Zehnthof wieder auf diese zurück. |                                                    |
| Manderscheidtstraße  | 950 (im Stadtteil) (ohne Stichstraßen) | Manderscheidt, Familienname                      | 15. Jan. 1969       | Die Manderscheidtstraße liegt auf dem Gebiet des einstigen propsteilichen Oberhofes Nünning, das seine Wurzeln im 13. Jahrhundert hat. Das Amt eines Hofesschultheißen dieses Oberhofes hatten die Gräfinnen von Manderscheidt-Blankenheim in ihrer Eigenschaft als Pröpstinnen des Stifts Essen inne. Am 18. September 1974 kam der östliche Straßenteil in Süd-Nord-Richtung und weiter in Stoppenberg hinzu. Die Manderscheidtstraße führt in einem südlichen Bogen von der Langemarckstraße wieder auf diese zurück und weiter in Stoppenberg, wo sie als Sackgasse endet. |                                                    |
| Nünningstraße        | 400                                    | Nünning, Name eines Oberhofs                     | 15. Jan. 1969       | Der propsteiliche Oberhof Nünning stammt etwa aus dem 13. Jahrhundert. In einer Urkunde wird Tillmann von Hagenbeck, dey genomet is Schulte van Nunnigh genannt. 1488 gehörten nach einem Lehengüterverzeichnis 57 Höfe zum Oberhof Nünning. In der Landmatrikel von 1668 werden der Aufsitzer Johan Schulte Nünningh und der rund 93 Morgen große Hof erwähnt. 1795 wird der Hof als propsteiliches Gut bezeichnet und der ganze Bauer Schulte-Nünnigh genannt. 1836 wurden die auf dem Hof ruhenden fiskalischen Lasten abgelöst. 1801 erfolgte die letzte Gewinnentrichtung durch Joh. Philipp Schulte Nünning und dessen Ehefrau Anna Maria geb. Schonnefeld. Besitzer waren die Behandigten. In der Mutterrolle von 1866 ist Heinrich Schulte-Schönscheidt gen. Schulte Nünning zu Frillendorf Eigentümer. Er gab die Landwirtschaft 1905 auf. 1910 ging der Hof an seine Witwe Elisabeth geb. Schulte Heege und deren drei Kinder über. 1912 kam das Hofeigentum an die Zeche Königin Elisabeth und 1968 an die Stadt Essen. Die Nünningstraße zweigte zuletzt als Stichstraße südlich der Manderscheidtstraße ab. Einst führte sie weiter nach Süden über die Bahnstrecke Essen–Gelsenkirchen auf die Hubertstraße. Diese Verbindung wurde im November 2017 mit einer neuen Brücke wieder hergestellt, damit die Autobahnanschlussstelle Frillendorf Nord der Bundesautobahn 40 auch den Gebieten nördlich der Bahnstrecke dient. |                                                    |
| Palmstraße           | 220                                    | Johann Philipp Palm, Buchhändler                 | 12. Nov. 1934       | Die Palmstraße liegt innerhalb des Bogens der Straße Frillendorfer Höhe. Zwischen den Häusern Nr. 18 und Nr. 20 führt ein Fußweg auf den innerhalb der Bebauung liegenden Spielplatz Palmstraße und weiter zur Frillendorfer Höhe. |                                                    |
| Schimmelhofer Ring   | 470                                    | Schimmel, Hofname                                | 21. Okt. 1938       | Der Hof Schimmel war ein vom Magdalenenamt, einer Dignität des Gräflichen Damenkapitels, herrührendes Behandigungsgut. In der Landmatrikel von 1668 werden der Aufsitzer Dietrich Schimel und der 33 Morgen große Hof erwähnt. 1795 wird der Halbbauer Schimmel genannt. Letztbehandigte waren 1795 die Eheleute Theodor Schimmel und Maria Agnes Große Westen. 1829 erwarb Johann Theodor Schimmel den dann 22 Morgen großen Hof vom preußischen Domänenfiskus auf Rentenbasis. 1834 schloss er einen Rentenumwandlungsvertrag ab, wodurch er uneingeschränkter Eigentümer wurde. Der Schimmelhofer Ring, der zuvor teilweise Im Siepen hieß, führt in einem westlichen Bogen vom Wisthoffweg wieder auf diesen zurück. |                                                    |
| Schimmelsfeld        | 290 (ohne Stichstraßen)                | Schimmelsfeld, Flurname                          | 20. Mai 1964        | In der Landmatrikel von 1668 ist folgende Erwähnung zu finden: Negst dem Hof auf Schimmelßfeld acht Morgen; siehe auch Schimmelhofer Ring. Die Straße Schimmelsfeld führt vom Wisthoffweg in westlicher Richtung und endet nach dem Abzweig der Straße Lüningshove als Sackgasse mit mehreren abzweigenden Stichstraßen. |                                                    |
| Schmielfeld          | 170                                    | Schmielfeld, Flurname                            | 27. Sep. 1962       | Schmielfeld ist eine fehlerhafte schriftliche Überlieferung von Schimmelsfeld. In der Mutterrolle von 1866 sind beide Schreibweisen zu finden. Die Straße Schmielfeld ist eine nördliche Stichstraße des Franz-Fischer-Wegs. |                                                    |
| Waterfohrplatz       | 80 × 40                                | Waterfohr, Hofname                               | 14. Aug. 1933       | Der Hof Waterfohr war ein ehemaliges Essener Dienstmannslehen und im 12. und 13. Jahrhundert Sitz eines Ministerialengeschlechts. Auch wenn es ein Mannlehen war, so wurde es auch über die weibliche Linie vererbt. So wurde es 1524 von den Töchtern Friedrichs in der Sonnen, die in Holland verheiratet waren, an den Essener Bürger Wirich Stoit veräußert. Ein Jahr später wurde Johann Asbeck mit dem Hof belehnt. 1654 erwarb Dietherich Helmanns, aus Wattenscheid stammend, das Gut von den Erben Teschenmacher. Er veräußerte den Hof 1683 an die Essener Fürstäbtissin Anna Salome von Salm-Reifferscheidt. Deren Testamentserbe war Franz Ernst von Salm-Reifferscheid. Er übertrug den Hof mit lehnsherrlicher Bewilligung der Fürstabtissin Bernhardine Sophia von Ostfriesland und Rietberg an den Essendischen Rath Johann Heinrich Schaumburg. Er wurde 1690 damit belehnt. Damit blieb der Hof bis 1804 bei seinen männlichen Erben. In diesem Jahr wurde der Hof an den Aufsitzer Wilhelm Wemken gen. Waterfohr für 5166 Reichstaler verkauft. Die Familie Waterfohr bewirtschaftete den Hof seit langer Zeit, was aus einem Pachtvertrag aus dem Jahr 1663 hervorgeht. In der Landmatrikel von 1668 werden der Aufsitzer Coerdt Waterfor und der 48 Morgen große Hof genannt. 1795 ist der Halbbauer Waterfohr erwähnt. Wilhelm Wemken gen. Waterfohr wurde 1804 Aufsitzer und starb 1833. Seine Witwe Anna Gertrud Pantaleon aus Rotthausen, die sechs Kinder hatte, heiratete Johann Vierfhaus aus Schonnebeck, der sich ebenfalls Waterfohr nannte. Er setzte bei seinem Tod 1839 seinen Stiefsohn Heinrich Wilhelm Wemken gen. Waterfohr als Erben ein. Dieser heiratete Gertrud Tosse aus Horst, so dass der Sohn aus dieser Ehe, Wilhelm Wemken gen. Waterfohr, Erbender wurde. 1895 wurde der Gutsbesitzer Wilhelm Waterfohr Nachfolger. Die letzte Bäuerin war Maria Waterfohr geb. Dellmann, sie starb 1968. Der Hof Waterfohr lag westlich des Waterfohrplatzes. Auf dem Grundstück steht seit den siebziger Jahren ein achtstöckiges Wohnhaus mit Eigentumswohnungen. Vom Hof sind keine Spuren erhalten. Der Waterfohrplatz liegt südlich der Bundesautobahn 40, zwischen der Waterfohrstraße und der Straße Bückerheide. |                                                    |
| Waterfohrstraße      | 380                                    | Waterfohr, Hofname                               | 14. Aug. 1933       | Siehe auch Waterfohrplatz. Die Waterfohrstraße führt vom östlichen Ende der Huckarder Straße in südlicher Richtung und macht dann einen Bogen nach Osten zum südlichen Ende der Straße Bückerheide. |                                                    |
| Wisthoffweg          | 530                                    | Schulte-Wisthoff, Hofname                        | 17. Juni 1933       | Der Hof Schulte-Wisthoff war ein in den Oberhof Viehof gehöriges fürstlich-essendisches Behandigungsgut. Im Kettenbuch von 1332 ist mansus to Wysthove erwähnt. In der Landmatrikel von 1668 werden der Aufsitzer Johan Schult to Wisshoff und der 98 Morgen große Hof genannt. 1795 wird der ganze Bauer Schulte Wisthoven erwähnt. 1803 war seine Ehefrau Agnes Wisthoff geb. Große Lohe Letztbehandigte sowie 1807 Johann Wilhelm Brand und seine Ehefrau Anna Catharina Schulte Wisthoff. 1836 wurden die fiskalischen Lasten des dann 191 Morgen großen Hofes durch die Besitzer Catharina Agnes Schulte Wisthoff und ihren Ehemann Johann Schulte Brüning abgelöst. 1866 wird in der Mutterrolle Ferdinand Brüning gen. Schulte-Wisthoff als Eigentümer erwähnt. 1932 wurde Hans Brüning Eigentümer. 1965 musste der Hof schließlich dem Ausbau der heutigen Bundesautobahn 40 und dem Bau von Wohnhäusern weichen. Der Wisthoffweg, der zuvor Höhenstraße hieß, führt als Verlängerung der Gerhard-Stötzel-Straße in Huttrop in nordöstlicher Richtung auf die Frillendorfer Straße. |                                                    |
| Zehntfeld            | 220                                    | Anlehnung an die Straße Am Zehnthof              | 23. Feb. 1954       | Die Benennung erfolgte in Anlehnung an die Straße Am Zehnthof, die an den Oberhof Eickenscheidt erinnert. Die Bezeichnung Zehntfeld ist kein Flurname. Die Straße Zehntfeld, die zuvor Glückaufstraße und Schacht Katharina hieß, ist eine östliche Stichstraße des Waterfohrplatzes. Das östliche Ende der Straße ist über einen Fuß- und Radweg mit der Wilhelm-Beckmann-Straße in Kray und nach Süden mit der südöstliche Kurve der Frillendorfer Höhe verbunden. |                                                    |

## Liste ehemaliger Straßennamen
Die Liste ehemaliger Straßennamen erhebt keinen Anspruch auf Vollständigkeit.
| Name                 | von           | bis           | umbenannt in (aktuell)                                                         | Herleitung                                                                                        | Bemerkungen |
| -------------------- | ------------- | ------------- | ------------------------------------------------------------------------------ | ------------------------------------------------------------------------------------------------- | --- |
| Bauschenhöhe         | 12. Nov. 1934 | 22. Mai 1946  | → Frillendorfer Höhe                                                           |                                                                                                   | Die Bauschenhöhe wurde im Mai 1946 Schnappenkamp genannt und ein Jahr später Frillendorfer Höhe. |
| Bergstraße           | vor 1910      | nach 1935     | aufgehoben und überbaut                                                        |                                                                                                   | Die Bergstraße verlief südlich parallel der Schimmelstraße, der heutigen Frillendorfer Straße und stieß ursprünglich im Osten auf die Höhenstraße, den heutigen Wisthoffweg. Bereits ab 1928 endete sie vor der Höhenstraße als Sackgasse. Nach 1935 wurde sie in Borneckertal umbenannt. |
| Böndgenstraße        | 23. Dez. 1907 | 20. Nov. 1937 | → Auf´m Böntchen                                                               |                                                                                                   | |
| Borneckertal         | nach 1935     | vor 1955      | aufgehoben und überbaut                                                        |                                                                                                   | Die Straße Borneckerstal hieß zuvor Bergstraße und verlief südlich parallel der Schimmelstraße, der heutigen Frillendorfer Straße und endete im Osten vor dem Wisthoffweg. Vor 1955 wurde sie aufgehoben. |
| Brandstraße          | 30. Nov. 1920 | 14. Nov. 1936 | → Brandhövel                                                                   | Brand, Hofname                                                                                    | |
| Dortmunder Straße    | 10. Feb. 1931 | nach 1970     | → Bundesautobahn 40 → Hombrucher Straße → Huckarder Straße → Franz-Fischer-Weg | Straße Richtung Dortmund                                                                          | Die Dortmunder Straße wurde um 1928 östlich der heutigen Anschlussstelle 26 Essen-Frillendorf angelegt. Am 10. Februar 1931 erfolgte ihre Benennung, nachdem der westliche Teil bis Huttrop fertiggestellt war. Sie führte dann diesen Namen von der Stadtteilgrenze zu Huttrop in nordöstlicher Richtung weiter nach Kray, wo sie zunächst endete. Nach 1970 wurde der Straßenname aufgehoben, nachdem der Straßenzug der Bundesstraße 1 zugeordnet worden war. Am 1. Januar 1977 wurde die Straße zur A 430 hochgestuft und im April 1992 wurde sie schließlich Teil der Bundesautobahn 40. |
| Eisenstraße          | 30. Aug. 1897 | 20. Nov. 1937 | → Bielenhöhe                                                                   | Schlägel und Eisen, Bergbau                                                                       | |
| Essener Straße       | 9. Mai 1894   | 1. März 1901  | → Hubertstraße                                                                 | Straße von Kray nach Essen                                                                        | Die Essener Straße führte von der Ernestinenstraße in östlicher Richtung nach Kray. Dort hieß sie noch bis 1936 so. |
| Glückaufstraße       | um 1900       | 14. Aug. 1933 | → Zehntfeld                                                                    | Glückauf, Bergmannsgruß                                                                           | 1933 wurde die Glückaufstraße Schacht Katharina genannt, bevor sie 1954 in Zehntfeld umbenannt wurde. |
| Höhenstraße          | 29. Nov. 1897 | 17. Juni 1933 | → Wisthoffweg (Südteil) → Ernestinenstraße (Nordteil)                          |                                                                                                   | |
| Im Siepen            | vor 1935      | vor 1955      | teilweise → Schimmelhofer Ring → aufgehoben und überbaut                       |                                                                                                   | Die Straße Im Siepen führte vom Wisthoffweg in westlicher Richtung über den heutigen Schimmelhofer Ring und gerade weiter nach Westen und im Ostviertel auf die Frillendorfer Straße. |
| Kumpelweg            | 20. Nov. 1937 | 24. Juni 1988 | aufgehoben und überbaut                                                        |                                                                                                   | Der Kumpelweg hieß zuvor Schlägelstraße. Die an der Strecke der Buslinie 154/155 liegende Haltestelle an der Elisabethstraße, vor dem ehemaligen Zechengebäude der Zeche Elisabeth/Schacht Emil, heißt immer noch Kumpelweg. Auch das nördliche der Elisabethstraße gelegene Gelände des GBV Frillendorf ist immer noch als Anlage-Kumpelweg benannt. |
| Landwehr             | vor 1927      | nach 1935     | → Lunerkamp (neu angelegt)                                                     |                                                                                                   | Die Straße Landwehr (bis um 1927 auch Landwehrstraße genannt) wurde nach 1935 aufgegeben und 1950 in ihrem Verlauf die Straße Lunerkamp neu angelegt. |
| Schacht Katharina    | 14. Aug. 1933 | 23. Feb. 1954 | → Zehntfeld                                                                    | Schacht Katharina der Zeche Hercules                                                              | 1933 wurde die Glückaufstraße in Schacht Katharina umbenannt, bevor sie 1954 den Namen Zehntfeld erhielt. |
| Schimmelstraße       | 29. Nov. 1897 | 12. Aug. 1909 | → Frillendorfer Straße                                                         | Schimmel, Hofname                                                                                 | Die Schimmelstraße trug zuvor bereits seit 1868 den Namen Frillendorfer Straße. 1897 wurde der westlich der Einmündung der Ernestinenstraße verlaufende Teil der Frillendorfer Straße Schimmelstraße genannt, ab 1909 Zeppelinstraße und 1933 wieder Frillendorfer Straße. |
| Schlägelstraße       | 30. Sep. 1897 | 20. Nov. 1937 | → Gleisdreieck (teilweise)                                                     | Schlägel und Eisen, Bergbau                                                                       | Die Schlägelstraße führte über Teile der heutigen Straße Gleisdreieck und traf dabei auf die Elisabethstraße. Die Verbindung zur Elisabethstraße wurde 1937 Kumpelweg genannt. |
| Schnappenkamp        | 22. Mai 1946  | 1. Apr. 1947  | → Frillendorfer Höhe                                                           |                                                                                                   | Die Straße Schnappenkamp hieß zuvor Bauschenhöhe. |
| Schonnebecker Straße | 29. März 1892 | 8. Mai 1933   | → Langemarckstraße                                                             | Straße nach Schonnebeck                                                                           | |
| Terbovenstraße       | 29. Nov. 1897 | 22. Mai 1946  | → Auf der Litten                                                               | Johann Terboven (1847–1920), Gutsbesitzer, Gemeindevorsteher, Abgeordneter des Provinziallandtags | Der Name Terboven wurde nach 1945 als zu belastet eingeschätzt, da ein Nachkomme des ursprünglichen Namensgebers der Straße, Josef Terboven, ein führender Nationalsozialist war. |
| Wisthoffstraße       | 29. Nov. 1897 | 8. Mai 1933   | teilweise → Am Zehnthof → Frillendorfer Straße → Franz-Fischer-Weg             | Schulte-Wisthoff, Hofname                                                                         | |
| Zeppelinstraße       | 12. Aug. 1909 | 8. Mai 1933   | → Frillendorfer Straße                                                         |                                                                                                   | Die Zeppelinstraße trug zuvor bereits seit 1868 den Namen Frillendorfer Straße. 1897 wurde der westlich der Einmündung der Ernestinenstraße verlaufende Teil der Frillendorfer Straße Schimmelstraße, der östliche Teil Wisthoffstraße genannt. 1909 wurde die Schimmelstraße zur Zeppelinstraße und 1933 der gesamte Verlauf wieder zur Frillendorfer Straße. |